# BS Геркулеса
BS Геркулеса (лат. BS Herculis) — одиночная переменная звезда в созвездии Геркулеса на расстоянии приблизительно 6102 световых лет (около 1871 парсек) от Солнца. Видимая звёздная величина звезды — от +16,5m до +12m.
Открыта Карлом Райнмутом в 1930 году*.

## Характеристики
BS Геркулеса — красный гигант, пульсирующая переменная звезда, мирида (M) спектрального класса M6e. Эффективная температура — около 3291 K.